# 马尔济 (埃纳省)
马尔济（法語：Malzy，法語發音：[malzi]）是法国上法兰西大区埃纳省的一个市镇，属于韦尔万区。

## 地理
马尔济（49°54'27"N, 3°43'37"E）面积10.3 平方千米，位于法国上法蘭西大區埃纳省，该省份为法国北部内陆省份，北起北部省，西接索姆省和瓦兹省，东临阿登省和马恩省，西南至塞纳-马恩省，东北部与比利时接壤。
与马尔济接壤的市镇（或旧市镇、城区）包括：希尼、克吕皮伊、拉瓦克雷斯、瓦兹河畔蒙索、普鲁瓦西、罗姆里、维莱莱吉斯。

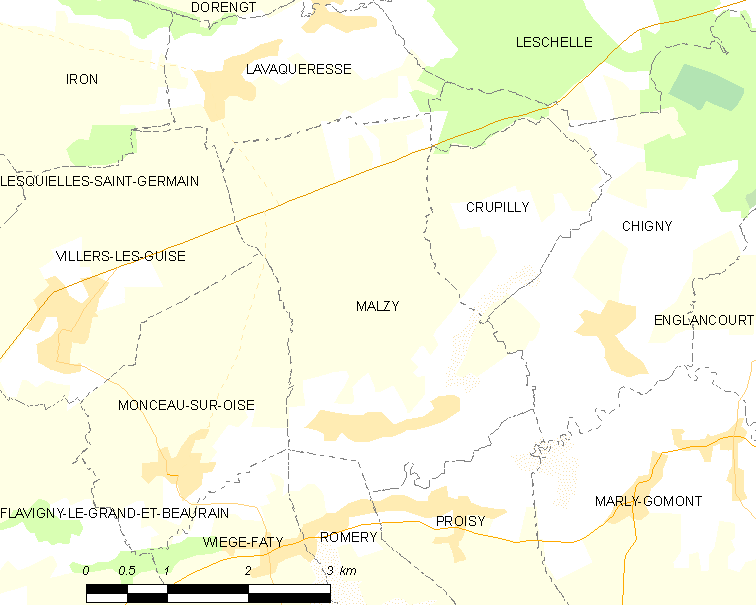
的OSM定位图

马尔济的时区为UTC+01:00、UTC+02:00（夏令时）。

## 行政
马尔济的邮政编码为02120，INSEE市镇编码为02455。

## 政治
马尔济所属的省级选区为吉斯县。

## 人口

1962-2008年间人口变化图示

马尔济于2022年1月1日时的人口数量为181人。